# Copa Intercontinental de Futsal 2004
A Copa Intercontinental de Futsal de 2004 corresponde à sétima edição do troféu e primeira reconhecida pela FIFA. A competição foi disputada em Barcelona (Espanha), de 19 a 22 de fevereiro. A organização do torneio ficou a cargo da Liga Nacional de Fútbol Sala, entidade que rege a modalidade na Espanha.

## Participantes
- Carlos Barbosa de Brasil, campeão do Campeonato Sul-Americano de Futebol de Salão
- Ajax Tanger do Marrocos, campeão marroquino e representante africano.
- PSTC Londrina do Japão, campeão japonês e representante asiático.
- World United FC dos Estados Unidos, campeão estadunidense e representante da Concacaf.
- CFS Bisontes Castellón da Espanha, campeão da UEFA Futsal Cup e indicado pelo país-sede.
- Action 21 Charleroi da Bélgica, vice-campeão da UEFA Futsal Cup.

### Grupo A
| Equipe                 | Pts | PJ | PG | PE | PP | GF | GC |
| ---------------------- | --- | -- | -- | -- | -- | -- | -- |
| 1. Carlos Barbosa      | 6   | 2  | 2  | 0  | 0  | 24 | 4  |
| 2. Action 21 Charleroi | 3   | 2  | 1  | 0  | 1  | 23 | 5  |
| 3. Ajax Tanger         | 0   | 2  | 0  | 0  | 2  | 0  | 38 |

### Grupo B
| Equipe                    | Pts | PJ | PG | PE | PP | GF | GC |
| ------------------------- | --- | -- | -- | -- | -- | -- | -- |
| 1. CFS Bisontes Castellón | 6   | 2  | 2  | 0  | 0  | 25 | 4  |
| 2. PSTC Londrina          | 3   | 2  | 1  | 0  | 1  | 10 | 13 |
| 3. World United FC        | 0   | 2  | 0  | 0  | 2  | 2  | 20 |

#### Partidas
Grupo A
| Dia           | Partida                              | Resultado |
| ------------- | ------------------------------------ | --------- |
| 19 de febrero | Carlos Barbosa - Ajax Tanger         | 19-0      |
| 20 de febrero | Action 21 Charleroi - Ajax Tanger    | 19-0      |
| 21 de febrero | Carlos Barbosa - Action 21 Charleroi | 5-4       |

Grupo B
| Dia           | Partida                                  | Resultado |
| ------------- | ---------------------------------------- | --------- |
| 19 de febrero | CFS Bisontes Castellón - World United FC | 13-1      |
| 20 de febrero | World United FC - PSTC Londrina          | 1-7       |
| 21 de febrero | CFS Bisontes Castellón - PSTC Londrina   | 12-3      |

Disputa pelo 5º e 6º lugares (3º do Grupo A - 3º do Grupo B)
| Dia             | Partida     | Partida | Partida         | Resultado |
| --------------- | ----------- | ------- | --------------- | --------- |
| 22 de fevereiro | Ajax Tanger | -       | World United FC | 7-5       |

Disputa pelo 3º e 4º lugares (2º do Grupo A - 2º do Grupo B)
| Dia             | Partida             | Partida | Partida       | Resultado |
| --------------- | ------------------- | ------- | ------------- | --------- |
| 22 de fevereiro | Action 21 Charleroi | -       | PSTC Londrina | 8-4       |

### Final(1º do Grupo A - 1º do Grupo B)
{{footballbox
|data = 22 de fevereiro de 2004
|time1 =  Carlos Barbosa
|placar = 6–3
|report=
|time2 =  CFS Bisontes Castellón 
|gols1 =Fininho  x4' Carlinhos  x1' Jonas  x1'
|gols2 =Tatú  x1  Euler  x1' Edesio  x1'
'